# Dooble
Dooble è un browser open source gratuito pubblicato per la prima volta il 1º settembre 2009. È disponibile per Linux, Windows, macOS e anche per Nokia N900. Il browser è classificato nono tra i migliori dieci browser per i sistemi operativi Linux. È stato creato per proteggere la privacy dei navigatori tramite il I2P, permettendo di non essere rintracciati, limitare il tracking nelle reti sociali e un file manager, permettendo lo spostamento e altre funzioni dal sistema operativo al browser.

## Funzioni

### Cookie
Dooble presenta una funzione di rimozione automatica di Cookie e se autorizzato elimina anche quelli indesiderati.

### Addon
Nella versione 1.26 del browser è stato introdotto il supporto per addon.

### Segnalibro
Il browser contiene un segnalibro dove inserire i siti preferiti, modificabile con un pop-up accessibile da un widget.

### YaCy
Dooble integra, in modo parziale, il motore di ricerca YaCy.